# Cornershop
Cornershop er et britisk band dannet i Leicester i 1991. Gruppen blev dannet af Tjinder Singh, hans bror Avtar Singh, David Chambers og Ben Ayres. De tre første var tidligere medlemmer af bandet General Havoc.
Musikken er en fusion imellem indisk musik, britisk indie rock og elektronisk dance.
Navnet Cornershop refererer til den stereotypiske britiske asiater der ofte er indehaver af mindre butikker – særligt i London.